# پاتریشیا اسمیت
پاتریشیا اسمیت (انگلیسی: Patricia Smith؛ ۲۰ فوریه ۱۹۳۰ – ۲ ژانویهٔ ۲۰۱۱) هنرپیشه سینما و تلویزیون اهل ایالات متحده آمریکا بود. از فیلم‌ها و سریال‌هایی که در آنها نقش‌آفرینی کرده می‌توان روح سنت لوئیس و دود اسلحه را نام برد.